# The Legend of Heroes 2: Prophecy of the Moonlight Witch
The Legend of Heroes 2: Prophecy of the Moonlight Witch ist ein rundenbasiertes Rollenspiel der Firma Nihon Falcom. Das Spiel erschien ursprünglich 1994 unter dem Titel The Legend of Heroes 3: Shiroki Majo (jap. 英雄伝説III 白き魔女), zunächst jedoch nur in Japan und für den PC-98. 2006 wurde es als Remake für die PlayStation Portable unter dem Titel The Legend of Heroes 2: Prophecy of the Moonlight Witch erstmals auch auf dem englischsprachigen Markt veröffentlicht (in Japan: 2004). Es ist das dritte Spiel der Serie The Legend of Heroes und gleichzeitig der erste Titel, der nicht mehr mit dem Serienzusatz Dragon Slayer vermarktet wurde. Da der zweite Teil der Legend-of-Heroes-Reihe jedoch nicht auf Englisch veröffentlicht wurde, wurde der englische Titel auf Legend of Heroes 2 geändert.
Der Titel ist erzählerisch Teil einer Trilogie, deren anderen beiden Titel The Legend of Heroes: A Tear of Vermillion (1996) und The Legend of Heroes 3: Song of the Ocean (1999) zwar nach Prophecy of the Moonlight Witch veröffentlicht wurden, aber inhaltlich davor spielen, d. h., sie stellen Prequels dar.

## Spielmechanik
Der Spieler steuert eine Party aus bis zu vier Mitgliedern, die sich in rundenbasierten Kämpfen gegen die Gegner durchsetzen muss. Zusätzlich wird die Party von einem Hund begleitet, der zwei Aufgaben erfüllt:
1. Abhängig vom verabreichten Hundefutter wird die Party geheilt, gestärkt oder ein Flächenangriff auf die Gegner durchgeführt.
2. Gelegentlich findet der Hund Heilgegenstände

Das Spiel verfügt über eine kleine Ingame-Datenbank über die geschichtlichen Ereignisse in der Welt. Die Einträge in dieser Datenbank werden über Gespräche mit NPC und das Untersuchen von Gegenständen freigeschaltet, so dass nur der sehr aufmerksame Spieler alle Einträge zu sehen bekommen wird.

## Handlung

### Spielwelt
Das Videospiel spielt in einer mittelalterlich angehauchten Welt namens Tirasweel (ティラスイール), die aus acht Nationen besteht:
1. Ghidona (ギドナ) im Südwesten
2. Pholtia (フォルティア) im Nordwesten
3. Menarth (メナート) im Nordosten
4. Chanom (チャノム) Südwestlich von Menarth
5. Ambisch (アンビッシュ) im Südosten
6. Oldos (オルドス) im Zentrum
7. Udor (ウドル) im nördlichen Teil zwischen Oldos und Ghidona
8. Phenthe (フュエンテ) im südlichen Teil Oldos und Ghidona

Westlich von Ghidona befindet sich die unüberwindbare Kluft Gagharv (ガガーブ), die der Trilogie ihren Namen verleiht. Im Süden befindet sich ein Gebirgszug mit dem Namen "Backbone of the Great Serpent".
Prophecy of the Moonlight Witch spielt im Jahr 992 und beginnt im Dorf Ragpick in Pholtia.

### Geschichte
Im Dorf Ragpick (ラグピック) ist es Tradition, dass die Jugendlichen zu einer Pilgerreise aufbrechen, die sie zu 5 Schreinen führen wird. An jedem Schrein werden sie eine Vision erleben, die ihnen in ihrem weiteren Leben helfen soll. Nach der Rückkehr gelten die Jugendlichen dann auch als erwachsene Mitglieder des Dorfes.
Das Spiel beginnt damit, dass sich der Junge Jurio und das Mädchen Christina, genannt Chris, auf ihre Pilgerreise vorbereiten. Auf ihrer Reise treffen sie auf die Prophezeiungen einer Hexe, die 20 Jahre zuvor auf der gleichen Route durch die Welt gereist ist.

### Charaktere
- Jurio (ジュリオ): ein 14 Jahre alter Junge aus dem Dorf Ragpick
- Christina (クリスチーナ): ein 15 Jahre altes Mädchen aus dem Dorf Ragpick
- Shirla (シャーラ): eine 22 Jahre alte Diebin
- Goose (グース): ein 23 Jahre alter Dieb, der mit Shirla zusammenarbeitet
- Lodi (ローディ): ein 20 Jahre alter Schwertkämpfer
- Alfred (アルフレッド): ein 41 Jahre alter Reisender mit einem Geheimnis
- Filly (フィリー): ein 14 Jahre altes Mädchen, welches sich mit Heilkräuter auskennt
- Morrison (モリスン): rechte Hand eines Herrschers

## Release
Das Spiel wurde auf folgenden Plattformen in Japan veröffentlicht:
- 18. März 1994: NEC PC-98
- 26. Februar 1998: Sega Saturn
- 19. März 1998: PlayStation
- 23. April 1999: Microsoft Windows[1]
- 16. Dezember 2004: PlayStation Portable

Die PlayStation-Portable-Version wurde am 20. Juni 2006 in Nordamerika auf Englisch veröffentlicht.

## Rezeption
Auf Metacritic erhielt die PlayStation-Portable-Version einen Metascore von 63.